# Pilodeudorix
Pilodeudorix là một chi bướm ngày thuộc họ Lycaenidae.